# Cuore di...
Cuore di... è un festival multidisciplinare di teatro, danza, cinema, musica, fotografia, dedicato a un Paese o a un tema, che si svolge ogni estate a Bologna ed è organizzato da Teatri di Vita.

## Storia
Il festival nasce nel 2005 sulle ceneri delle precedenti rassegne estive di Teatri di Vita, a Bologna, che univano teatro, danza, cinema, laboratori e altre attività all'interno degli spazi del teatro e all'esterno nel Parco dei Pini, situato nel quartiere di Borgo Panigale.
L'impostazione è quella del focus su un Paese straniero particolarmente al centro dell'attenzione dei media, attraverso la cultura e incontri di approfondimento: l'idea che unisce le varie edizioni è quella del cosiddetto "teatro di reportage". Alcune edizioni si sono leggermente allontanate da questa impostazione, focalizzando l'attenzione su singole città o su temi ugualmente di geopolitica.
Il titolo del festival cambia ogni anno, aggiungendo il nome del Paese all'espressione "Cuore di...".
Successivamente alla collocazione estiva della prima edizione, il festival fluttua nel corso dell'anno, per poi tornare definitivamente in estate dal 2009. 
Dopo una pausa tematica nel 2010 (anno in cui il festival ha come tema un personaggio) e nel 2011 (anno in cui il festival non viene fatto), "Cuore di" ricomincia dal 2012 con un'impostazione più articolata, nella quale spicca la sezione delle "Lettere dal fronte interno": durante il festival alcuni personaggi della società civile leggono lettere scritte appositamente dai loro omologhi del Paese straniero (per esempio: uno scrittore di Bologna legge la lettera di uno scrittore del Paese a cui è dedicato il festival), come 'ponte' ideale e come mezzo per comprendere meglio quel Paese attraverso il racconto diretto, in forma epistolare, da parte di chi ci vive.
Nel 2016 il festival ha avuto il riconoscimento della Medaglia del Presidente della Repubblica Italiana. Nel 2017 ha ottenuto il riconoscimento "EFFE Label" concesso dalla European Festivals Association come "remarkable festival".
Il festival è regolarmente sostenuto dal Comune di Bologna, dalla Regione Emilia Romagna e, di volta in volta, dalle ambasciate e dai consolati dei Paesi coinvolti.

## Edizioni del festival

### 2005
Cuore di China. Al festival, dedicato alla Cina, prendono parte diversi artisti per la prima volta in Italia: da Shanghai Jin Xing, la danzatrice transessuale che è stata un ex colonnello dell’esercito; da Pechino la Beijing Modern Dance Company; da Hong Kong il coreografo Danny Yeung. E ancora incontri, diversi film e il debutto de "Il frigo" di Andrea Adriatico con Eva Robin’s.

### 2006
Cuore d'India. Il festival si è concentrato sulla danza contemporanea dall’India con artisti per la prima volta in Italia: Attakkalari Centre da Bangalore, Padmini Chettur da Chennai e Sapphire Creations di Calcutta.

### 2007
Cuore di Turchia. Anche in questa edizione il programma principale è stato sulla danza contemporanea, questa volta dalla Turchia, con Ilyas Odman, Bedirhan Dehmen & Safak Uysal, Mustafa Kaplan & Filiz Sizanli; i film di Nuri Bilge Ceylan e il concerto spettacolo di Mustafa e Övül Avkiran.

### 2008
Cuore di Romania. La Romania, il paese che regala all’Italia uno dei maggiori flussi di migrazione, si è presentato con la musica di Shukar Collective, la danza di Vava Stefanescu e di Mihai Mihalcea, il teatro di Carmen Lidia Vidu e del Teatro Nazionale di Bucarest, e poi l’incontro con la scrittrice Valeria Mocanasu e i cortometraggi del nuovo cinema romeno.

### 2009
Cuore di Berlino. Il festival di quest'anno si è caratterizzato maggiormente come un affondo musicale da e su Berlino. Con Massimo Zamboni, Tarwater, Múm; le foto di Stefan Koppelkamm; Berlin Alexanderplatz di Fassbinder; e la lettura corale di Addio a Berlino.

### 2010
Cuore di Medea. Questa edizione rappresenta una parentesi come impostazione tematica (non geografica), ma mantiene inalterata l'impostazione del programma multidisciplinare. Il festival è dedicato al personaggio di Medea, con uno spettacolo di Francesca Ballico dal testo di Antonio Tarantino "Cara Medea", i film di Lars von Trier, Pier Paolo Pasolini, Tonino De Bernardi, Anton Giulio Majano, e la partecipazione di Grazia Verasani.

### 2011
Non effettuato.

### 2012
Cuore di Grecia. Con la Grecia il festival acquisisce la forma attuale. Il festival è pensato per parlare di un Paese in grave crisi raccontando l’energia della cultura. Sei compagnie di danza: Yelp, Amalgama, Rootlessroot, Oktana, Zita, Zoi Dimitriou; il nuovo cinema greco da Giorgos Lanthimos a Tassos Boulmetis; la musica di Tareq, Moire Patterns, Ekkohaus; e le "Lettere dal fronte interno" (sezione che viene inaugurata con questa edizione) scritte da personalità greche come il sindaco di Salonicco o il futuro ministro dell’economia Varoufakis, che raccontano la Grecia da dentro… E con il debutto de "L’omosessuale o la difficoltà di esprimersi" di Copi, diretto da Andrea Adriatico.

### 2013
Cuore di Palestina. Questa edizione è stata il più grande festival interdisciplinare dedicato alla cultura contemporanea della Palestina in Italia fino a quel momento. Il teatro di The Freedom Theatre da Jenin, e di Yes Theatre da Hebron. La danza contemporanea di Sareyyet Ramallah. Il nuovo cinema palestinese, da Elia Suleiman a Hany Abu-Assad. La musica di Radiodervish, il rap dei Dam, l’etnojazz di Basel Zayed. La fotografia di Ahmad Mesleh. E le Lettere dal fronte interno scritte da personalità palestinesi come la sindaca di Betlemme o la scrittrice Suad Amiry, che hanno raccontato il “paese che non c’è”.

### 2014
Cuore di Brasile. Il festival ha raccontato il continente Brasile nell’anno dei Mondiali, con la collaborazione di Espírito Mundo. La seducente musica di Soraia Drummond, Projeto Ccoma, Deepsamoa, Dj Zee-La, Cabine 103, Derengos. Il nuovo cinema brasiliano da Cao Hamburger a Selton Mello. L’hip hop contemporaneo di Bruno Beltrão. Il teatrodanza transgender di Ricardo Marinelli. La danza contemporanea di Márcia Milhazes. L’arte visiva di Monica Nitz. La fotografia di Belém de Oliveira. Le Lettere dal fronte interno scritte da personalità brasiliane per raccontare un Brasile diverso. E il debutto del "Delirio di una trans populista" di Andrea Adriatico con Eva Robin’s come anteprima del Festival Focus Jelinek.

### 2015
Cuore di Ghiaccio. Questa edizione ha raccontato i paesi scandinavi: Norvegia, Svezia, Danimarca e Finlandia. Dal “flamenco finlandese” di Compañía Kaari & Roni Martin alle trasformazioni queer dei danesi Himherandit Productions, dai racconti sui disturbi alimentari dei danesi Kassandra Production a quelli sulla violenza omofoba dei norvegesi Toyboys, fino alle atmosfere dell’italo-svedese Mirko Guido and the shifting thoughts. La ricca selezione cinematografica va da Aki Kaurismäki a Roy Andersson, con un piccolo omaggio a Corso Salani. E ancora una serata dedicata agli Abba e una serata con Alessio Bertallot.

### 2016
Cuore di Persia. Il festival dedicato all'Iran si svolge in dodici giorni fra teatro (tra gli altri con Reza Servati, nome di punta del nuovo teatro iraniano). Sullo schermo, grandi nomi come il premio Oscar Asghar Farhadi. E ancora numerosi incontri con varie personalità e testimoni, le "Lettere dal fronte interno" e due mostre fotografiche.

### 2017
Cuore d'Argentina. Nel festival dedicato all'Argentina, oltre alla inevitabile milonga (classica e queer) e ad altri appuntamenti dedicati al tango, sia sulla scena che sullo schermo, il festival ha presentato quattro formazioni di danza, otto film oltre a un omaggio all’autore di corti d’animazione Santiago Bou Grasso. Senza dimenticare Jorge Luis Borges o temi drammatici della storia come i desaparecidos.

### 2018
Cuore d'Inghilterra. Questa edizione, dedicata al Regno Unito, ha il sottotitolo “waiting for… Brexit“. L’ultimo festival dedicato a questo Paese prima del suo storico abbandono dell’Unione europea. La Brexit è il filo conduttore, con i cortometraggi prodotti da The Guardian, con diversi incontri in tema e con la mostra fotografica di Laura Pannack. Grande rilievo ha lo spettacolo dal vivo, che vede tra l’altro la partecipazione di Claire Dowie con il suo ultimo spettacolo e con l’allestimento in italiano di un suo testo diretto da Andrea Adriatico, “La maschia”. E grande rilievo ha anche il cinema, con una accurata selezione di film indipendenti, realizzata con il sostegno della Regione Emilia Romagna, da Stephen Berkoff a Francis Lee.

### 2019
Cuore di Tokyo. Il festival dedicato al Giappone raddoppia, con un’ampia prima parte estiva e una seconda parte autunnale. Il programma comprende danza (con Kakuya Ohashi, Ryu Suzuki, Ikuyo Kuroda e dagli Usa Yoshiko Chuma), il cinema (con una selezione di film contemporanei, da Naomi Kawase a Sion Sono, da Hirokazu Kore’eda a Leo Sato), la musica (con i concerti di Tujiko Noriko e Piana), gli incontri e ovviamente i manga, con una dedica speciale ai 40 di Capitan Harlock in Italia e la mostra di opere autografe di Leiji Matsumoto. Grande exploit per la mostra d’arte contemporanea di Ai Hasegawa “(Im)possible baby”, che affronta il tema di bioetica dell’omogenitorialità senza apporto del sesso opposto. Infine, la nuova produzione di Teatri di Vita sul testo di Yukio Mishima “Il mio amico Hitler”.

### 2020
Cuore d'Italia. La quindicesima edizione del festival cade dopo i mesi del lockdown a causa del Covid, portando a concentrare l'attenzione sull'Italia, che viene così considerata idealmente un "paese straniero". Il festival dura dal 2 luglio al 2 agosto, con 9 spettacoli teatrali (con Teatro delle Albe, Fanny & Alexander, Vetrano e Randisi, Francesca Ballico, Macellerie Pasolini, Patrizia Bernardi, Davis Tagliaferro, Ateliersi, Irene Serini) e 1 di danza (con Silvia Gribaudi); 20 film, con diverse anteprime italiane; 4 concerti delle rapper e trapper italiane; 10 serate di “Lettere dal fronte interno” scritte e lette dai poeti di Bologna; 5 installazioni d'arte di rappresentanti della fiber art; e 5 “ritratti d'Italia”, incontri per approfondire personaggi e temi della società attuale, con figure come Matteo Maria Zuppi, Cathy La Torre e Mattia Santori.

### 2021
Cuore d'aria. La sedicesima edizione riporta il sottotitolo augurale “L’Estate del Buon Vento” e usa come immagine il dio Eolo. Inizia il 2 giugno, Festa della Repubblica Italiana, e si chiude il 2 agosto, anniversario della strage della stazione di Bologna. Vengono effettuati 26 spettacoli dal vivo, fra teatro, danza, circo e stand-up comedy (tra cui una compagnia di danza dall’estero: Daniel Doña dalla Spagna; e ancora Babilonia Teatri, Enzo Cosimi, Marcido Marcidorjs, Liv Ferracchiati, Fausto Paravidino; e due spettacoli per ricordare il G8 di Genova a 20 anni di distanza); 36 film, fra lungometraggi e cortometraggi (tra cui l’ultimo film di Rezza & Mastrella, e due sezioni in collaborazione con Pesaro Film Festival e Lovers Film Festival); 8 concerti di band dell’Emilia Romagna che lanciano il progetto di sostegno a solisti e gruppi emergenti “Scaleripide”; 8 incontri con i protagonisti di società e politica (dal confronto tra i candidati alle primarie del centrosinistra Isabella Conti e Matteo Lepore, a quello tra i candidati al rettorato dell’Università di Bologna, fino al dialogo tra monsignor Zuppi e il presidente delle comunità islamiche Yassine Lafram); 1 mostra fotografica di Davide Conte.

### 2022
Cuore di Slavia e Cuor Leggero. La diciassettesima edizione viene sdoppiata. La prima parte (4-8 luglio) è dedicata ai paesi slavi, con la centralità dell'Ucraina a causa della guerra. Sono ospiti diverse artiste ucraine in fuga dal loro Paese, ospitate in Italia attraverso residenze artistiche. Il programma cinematografico prevede una collaborazione con Alpe Adria Trieste Film Festival con una selezione di film slavi degli ultimi due anni, e una mostra presenta per la prima volta in Italia il lavoro del collettivo di fotografi di Kiev Gorsad. A seguire (10-15 agosto), il festival si trasforma in “Cuor Leggero. I comici al potere”, che vede la partecipazione di comici e artisti della stand-up comedy e poetry slam. Tra gli ospiti, Antonio Rezza e Flavia Mastrella, Max Paiella, Lorenzo Maragoni. A Ferragosto è organizzato un grande pranzo di solidarietà con le Cucine Popolari, e la prima edizione del concorso La cicala d’oro per nuovi artisti della stand-up comedy.

### 2023
Cuore di Spagna e Cuor Leggero. Dopo la parentesi degli ultimi tre anni, il festival torna a focalizzarsi su un Paese, presentando teatro, danza, cinema, musica, fotografia, incontri e lettere: la Spagna, reduce da recentissime elezioni politiche. Lo spettacolo dal vivo è rappresentato dagli artisti di A. Crespo Barba e Lukas Karvelis, Maria Andrés, David Blanco e Sergio Toyos, Celia Reyes e Provisional Danza. Inoltre si è esibito il duo musicale Hidrogenesse, mentre la mostra ha riguardato le fotografie di Mingo Venero. Tra i temi trattati negli incontri, la recente evoluzione politica, la corrida e il cammino di Santiago de Compostela. La selezione cinematografica ha previsto, tra l'altro, l'anteprima nazionale del nuovo film di Isabel Coixet El sostre groc / The Yellow Ceiling su un caso di abusi sessuali in una scuola teatrale spagnola, e una selezione dei primi film di Pedro Almodóvar. Come l'anno precedente, il festival è stato accompagnato da una rassegna di stand-up comedy, con la seconda edizione del concorso La cicala d'oro. L'intero programma dura dall'11 al 27 agosto.